# Fillmore Island

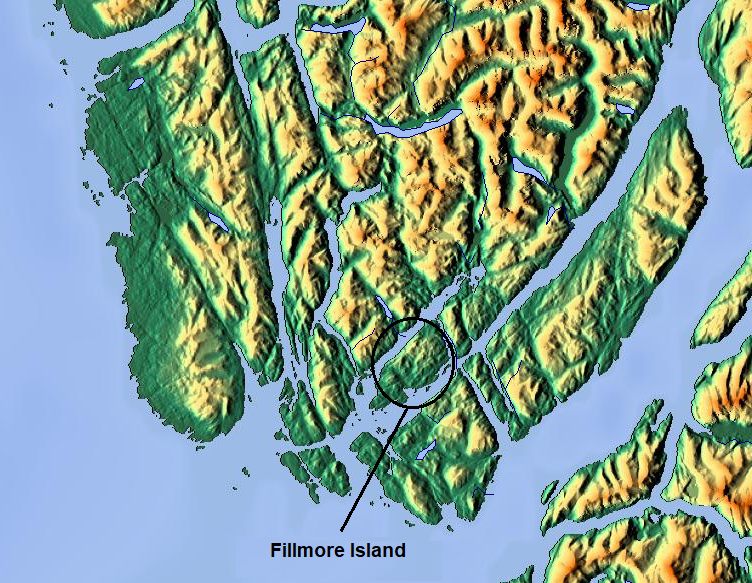
Het eiland zwart omcirkeld

Fillmore Island is een eiland in de Alexanderarchipel in de Alaska Panhandle in het zuidoosten van Alaska in de Verenigde Staten.

## Geografie
Het eiland meet 9,6 bij 3,3 kilometer. Het ligt ten zuiden van het vasteland van Alaska in het noorden en het Canadese Wales Island in het zuiden. Ten noorden en westen ligt de Fillmore Inlet, ten zuiden het Pearse Canal (met de maritieme grens tussen de Verenigde Staten en Canada).
Het eiland ligt in het Tongass National Forest.

## Geschiedenis
Het eiland werd in 1793 in kaart gebracht door George Vancouver, die eromheen zeilde en het insulaire karakter ervan bewees. Het werd in 1885 door de United States Coast and Geodetic Survey vernoemd naar ensign John Hudson Fillmore van de United States Navy.